# Rongwo

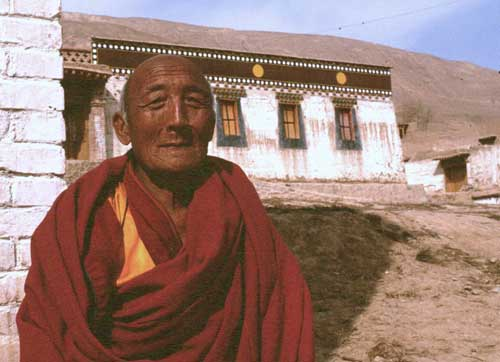
Mönch im Rongwo-Kloster

Rongwo (tibetisch རོང་བོ Wylie rong bo, chin. Lóngwù, 隆务) ist eine überwiegend ackerbaulich geprägte, tibetisch besiedelte Region des zentralen Amdo in der chinesischen Provinz Qinghai, VR China. Sie ist benannt nach dem Hauptfluss Rongwo Chu (Chin. Longwu He), auch Gu Chu (dgu chu), einem von Süd nach Nord strömenden Nebenfluss des Gelben Flusses.

## Großgemeinde
Die Großgemeinde Rongwo (隆务镇,  Lóngwù Zhèn) ist Hauptort und Regierungssitz des Kreises Tongren und des Autonomen Bezirks Huangnan der Tibeter. Sie liegt 130 km südöstlich von Xining und ist von dort seit 2007 über eine Schnellstraße erreichbar, die das bis auf 3800 m aufragende Mayin-Gebirge überquert. Für den Autonomen Bezirk wie für den Kreis ist Rongwo ihr politisches, wirtschaftliches und kulturelles Zentrum. Die Fläche beträgt 113,4 Quadratkilometer und die Einwohnerzahl 35.612 (Stand: Zensus 2010).

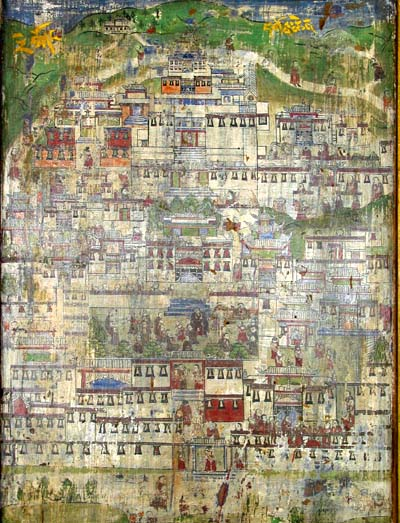
Holzmalerei des Rongwo-Klosters

## Administrative Gliederung
Auf Dorfebene setzt sich Rongwo aus drei Einwohnergemeinschaften und sieben Dörfern zusammen. Diese sind:
- Einwohnergemeinschaft Rongwo Jie 隆务街社区;
- Einwohnergemeinschaft Rêbgong Lu 热贡路社区;
- Einwohnergemeinschaft Siheji 四合吉社区;
- Dorf Rongwo 隆务村;
- Dorf Wutun Xiazhuang 五屯下庄村;
- Dorf Wutun Shangzhuang 五屯上庄村;
- Dorf Gyacam 加察么村;
- Dorf Jammo 加毛村;
- Dorf Coxi 措玉村;
- Dorf Xiangyang 向阳村.

## Kultur

### Monastische Kultur
Das 1301 als Sakyapa-Kloster gegründete Rongwo Gönchen (Chin. Longwu Si) war vom 14. bis ins 20. Jahrhundert ein bestimmender politischer Faktor in der Region. Damit gehört es zu den ältesten noch aktiven Klöstern in Amdo. An der Wende des 16. zum 17. Jahrhundert, als die Gelugpa nach dem Zusammentreffen von Sönam Gyatsho, dem ersten so genannten, später als 3. gezählten Dalai Lama, mit dem innermongolischen Fürsten Altan Khan, zunehmend Einfluss gewannen, wurde Rongwo Gönchen von dieser Schulrichtung übernommen.

### Rebgong-Malerei

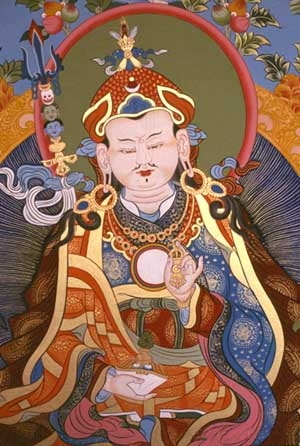
Wutun-Malerei: Padmasambhava

Das Rongwo-Tal ist Zentrum der in der sogenannten Rebkong-Schule (Rebgong Art) überlieferten Malerei, einer buddhistisch ausgerichteten Kunst, die ihr Zentrum vor allem im zu Rongwo gehörigen Dorf Wutun ("fünf Dörfer") im Rongwo-Tal hat. Daher wird die Malerei gelegentlich auch als Wutun-Kunst bezeichnet. 
Sie wird häufig auch als Thangka-Malschule bezeichnet, tatsächlich ist sie als Malerei jedoch nicht auf Thangkas (Rollbilder) beschränkt, sondern schmückt im Norden Amdos zumeist auch die Klosterwände; außerdem umfasst die Rebkong-Kunst außer Malerei auch Stuck- und Holzschnitzerei, Steinmetzarbeiten und einen eigenen Architekturstil.
In den 1990er Jahren wurde auf Initiative von Tsong Sherabgyal in Tongren von über 300 tibetischen Künstlern ein Riesenthangka von über 600 Meter Länge geschaffen.
Die Rebgong-Malerei (chin. Regong yishu 热贡艺术; tib. reb gong sgyu rtsal) steht auf der Liste des immateriellen Kulturerbes der Volksrepublik China und seit 2009 auf der UNESCO-Liste des immateriellen Kulturerbes der Menschheit.

## Anhang